# Измирский марш
Измирский марш (тур. İzmir Marşı) — турецкий военный марш, посвящённый освобождению турецкими войсками Измира от греческих войск, во время войны за независимость Турции.

## Композиция
Достоверно неизвестно кто является автором марша. В одних источниках говорится, что им был Иззеддин Хумайи Эльчиоглу, но музыкант Мурат Мерич заявлял, что нет никаких доказательств тому, что Эльчиоглу является автором марша. Согласно Мурату Меричу в официальных источниках авторы марша остаются неизвестными. Али Реза Эфенди, турецкий композитор, в одном интервью заявлял, что он является автором марша.
В марше восхваляется Мустафа Кемаль Ататюрк, первый президент Турции и лидер турецкого национально-освободительного движения.
Марш имеет сходства с Кавказским маршем (1914). Оба марша написаны в период, когда Турция участвовала в войнах, но география имеет отличия. В Кавказском марше (1914) поётся о горах Кавказа, а в Измирском марше поётся о горах Измира.
Впервые марш был исполнен в Дрездене в 1923 году.

## Текст марша
İzmir’in dağlarında çiçekler açar.
İzmir’in dağlarında çiçekler açar.
Altın güneş orda sırmalar saçar.
Altın güneş orda sırmalar saçar.
Bozulmuş düşmanlar hep yel gibi kaçar.
Bozulmuş düşmanlar hep yel gibi kaçar.
Yaşa Mustafa Kemal Paşa,yaşa;
Adın yazılacak mücevher taşa.
Yaşa Mustafa Kemal Paşa,yaşa;
Adın yazılacak mücevher taşa.
İzmir dağlarına bomba koydular 2x
Türk’ün sancağını öne koydular. 2x
Şanlı zaferlerle düşmanı boğdular. 2x
Kader böyle imiş ey garip ana
Kanım feda olsun güzel vatana. 2x
İzmir’in dağlarında oturdum kaldım
Şehit olanları deftere yazdım. 2x
Öksüz yavruları bağrıma bastım. 2x
Kader böyle imiş ey garip ana
Kanım feda olsun güzel vatana
Türk oğluyum ben ölmek isterim. 2x
Toprak diken olsa yatağım yerim. 2x
Allahından utansın dönenler geri 2x
Yaşa Mustafa Kemal Paşa,yaşa 2x
Adın yazılacak mücevher taşa 2x